# لو پتی سنگال
لو پتی سنگال or سنگال کوچک (به فرانسوی: Le Petit Senegal)، یک منطقه در محله‌ای از حومه شهر نیویورک، در منطقه منهتن واقع شده‌است. این منطقه توسط جامعهٔ مهاجران غرب آفریقایی به نام لو پتی سنگال و توسط برخی از افراد خارج از این منطقه به عنوان «سنگال کوچک» نامیده می‌شود.
لو پتی سنگال یک بخش کوچک‌تر از منطقه بزرگتر و قدیمی‌تر هارلم است. مشخص کردن مرزهای دقیق این محله دشوار است زیرا این منطقه هنوز جدید است و جمعیت آن از سال ۱۹۸۵ که وجود نداشت تا سال ۲۰۰۵ به ۶٬۵۰۰ نفر رشد کرده‌است. لو پتی سنگال به‌طور کلی در هارلم مرکزی واقع شده‌است. خیابان‌های اصلی منطقه اطراف خیابان ۱۱۶ غربی بین خیابان لنوکس / بولوارد مالکوم ایکس (Lenox Avenue / Malcolm X Boulevard) به شرق و بولوارد فردریک داگلاس به غرب هستند.
در این محله می‌توان فروشگاه‌ها، رستوران‌ها، بیستروها، نانوایی‌ها، کافه‌ها و سایر املاک تجاری متعلق به فرهنگ آفریقای غربی را پیدا کرد.